# Marie-Noëlle Yhombi-Opango
Marie-Noëlle Yhombi-Opango (née Ngollo), est l'épouse de Joachim Yhombi-Opango, ancien président de la République du Congo entre 1977 et 1979.
Comme toutes les femmes de leaders, elle fut à la tête d'une fondation appelée Mère et enfants.